# Heidi Preuss Grew
Heidi Preuss Grew (* 1970 bei Chicago, Illinois) ist eine amerikanische Keramikkünstlerin und Professorin.

## Werdegang
Preuss Grew begann ihre Studien an die University of Illinois in Urbana-Champaign, wo sie den Bachelor für deutsche Sprache und Literatur (1994), für Kunstgeschichte (1994) und für Kunsthandwerk (1995) erwarb. Während dieser Zeit studierte sie ein Jahr an der Philipps-Universität Marburg (1991–1992). Nach einem Aufbaustudium an der Ohio University in Athens (Ohio), das sie 1997 mit dem Master of Fine Arts abschloss, war sie in der Lehre an der Ohio-University (1995–1997), am Oakton Community College in Des Plaines in Illinois (1998 bis Mai 1999) und an der Schule Art Institute of Chicago (Januar bis Mai 1999) tätig. Seit 1999 lehrte sie als Associate Professor an der Willamette University in Salem, US-Bundesstaat Oregon.
Bei ihren Keramiken und Zeichnungen steht das Porträt im Vordergrund. Sie wurde seit 2002 durch Gruppen- und Einzelausstellungen in den USA bekannt und erwarb Stipendien in Tschechien, Polen, Dänemark und Deutschland.  2008 nahm sie am 8. Internationalen Keramiksymposium in Römhild teil. Ihre Werke sind außerhalb der USA auch in Sammlungen und Museen in Japan, Tschechien und Polen vertreten.